# Campeonato da Europa de Atletismo de 2010 - 800 m masculino
A prova dos 800 metros masculino do Campeonato da Europa de Atletismo de 2010 foi disputada entre os dias 28 e 31 de julho de 2010 no Lluís Companys em Barcelona,  na Espanha. 

## Recordes
Antes desta competição, os recordes mundiais e do campeonato nesta prova eram os seguintes:
|                       | Nome            | Nacionalidade     | Tempo    | Local   | Data                 |
| --------------------- | --------------- | ----------------- | -------- | ------- | -------------------- |
| Recorde mundial       | Wilson Kipketer | Dinamarca         | 1m41s11  | Colônia | 24 de agosto de 1997 |
| Recorde do campeonato | Olaf Beyer      | Alemanha Oriental | 1m43s 84 | Praga   | 31 de agosto de 1978 |
| Recorde europeu       | Wilson Kipketer | Dinamarca         | 1m41s11  | Colônia | 24 de agosto de 1997 |

## Medalhistas
| Ouro                     | Prata                | Bronze             |
| Marcin Lewandowski (POL) | Michael Rimmer (GBR) | Adam Kszczot (POL) |

## Cronograma
Todos os horários são locais (UTC+2).
| Data        | Hora  | Evento    |
| ----------- | ----- | --------- |
| 28 de julho | 12:10 | Bateria   |
| 29 de julho | 20:50 | Semifinal |
| 31 de julho | 19:35 | Final     |

## Resultados

### Bateria
Qualificação: 3 atletas de cada bateria  (Q) mais os  4 melhores qualificados (q). 
Bateria 1
| Posição | Raia | Atleta             | Nacionalidade | Tempo   | Notas |
| ------- | ---- | ------------------ | ------------- | ------- | ----- |
| 1       | 5    | Marcin Lewandowski | Polónia       | 1:49.78 | Q     |
| 2       | 2    | Hamid Oualich      | França        | 1:49.92 | Q     |
| 3       | 4    | David Bustos       | Espanha       | 1:50.01 | Q     |
| 4       | 6    | Cristian Vorovenci | Roménia       | 1:50.05 | q     |
| 5       | 7    | Jozef Pelikan      | Eslováquia    | 1:51.29 |       |
| 6       | 1    | Jan van den Broeck | Bélgica       | 1:51.79 |       |
| 7       | 8    | Mattias Claesson   | Suécia        | 1:52.53 |       |
| 8       | 3    | Christophe Bestgen | Luxemburgo    | 1:52.64 |       |

Bateria 2
| Posição | Raia | Atleta            | Nacionalidade | Tempo   | Notas |
| ------- | ---- | ----------------- | ------------- | ------- | ----- |
| 1       | 8    | Jakub Holusa      | Chéquia       | 1:47.94 | Q     |
| 2       | 1    | Kevin López       | Espanha       | 1:48.13 | Q     |
| 3       | 5    | Brice Etes        | Mónaco        | 1:48.54 | Q     |
| 4       | 3    | Anis Ananenka     | Bielorrússia  | 1:49.29 | q     |
| 5       | 6    | David McCarthy    | Irlanda       | 1:49.53 | q     |
| 6       | 4    | Mario Scapini     | Itália        | 1:49.67 | q     |
| 7       | 2    | Mikko Lahtio      | Finlândia     | 1:51.76 |       |
| -       | 7    | Robert Lathouwers | Países Baixos |         | DSQ   |

Bateria 3
| Posição | Raia | Atleta             | Nacionalidade | Tempo   | Notas |
| ------- | ---- | ------------------ | ------------- | ------- | ----- |
| 1       | 3    | Luis Alberto Marco | Espanha       | 1:49.96 | Q     |
| 2       | 6    | Giordano Benedetti | Itália        | 1:50.00 | Q     |
| 3       | 4    | Adam Kszczot       | Polónia       | 1:50.08 | Q     |
| 4       | 2    | Tamás Kazi         | Hungria       | 1:50.21 |       |
| 5       | 5    | Jozef Repcik       | Eslováquia    | 1:50.51 |       |
| 6       | 7    | Andreas Rapatz     | Áustria       | 1:51.55 |       |
| 7       | 1    | Vitalij Kozlov     | Lituânia      | 1:52.18 |       |
| 8       | 8    | Anton Asplund      | Suécia        | 1:55.23 |       |

Bateria 4
| Posição | Raia | Atleta                | Nacionalidade | Tempo   | Notas |
| ------- | ---- | --------------------- | ------------- | ------- | ----- |
| 1       | 8    | Michael Rimmer        | Reino Unido   | 1:49.99 | Q     |
| 2       | 7    | Arnoud Okken          | Países Baixos | 1:50.13 | Q     |
| 3       | 5    | Lukas Rifesser        | Itália        | 1:50.40 | Q     |
| 4       | 6    | Yuriy Koldin          | Rússia        | 1:50.64 |       |
| 5       | 3    | Joni Jaako            | Suécia        | 1:50.93 |       |
| 6       | 2    | Dustin Emrani         | Israel        | 1:51.51 |       |
| 7       | 1    | Andreas Hjartbro Bube | Dinamarca     | 1:51.91 |       |
| 8       | 4    | Andreas Smout         | Bélgica       | 1:52.04 |       |

### Semifinal
Qualificação: 3 atletas de cada bateria  (Q) mais os  2 melhores qualificados (q). 
Semifinal 1
| Posição | Raia | Atleta             | Nacionalidade | Tempo   | Notas |
| ------- | ---- | ------------------ | ------------- | ------- | ----- |
| 1       | 4    | Kevin López        | Espanha       | 1:48.11 | Q     |
| 2       | 6    | Marcin Lewandowski | Polónia       | 1:48.15 | Q     |
| 3       | 7    | Arnoud Okken       | Países Baixos | 1:48.25 | Q     |
| 4       | 3    | Jakub Holusa       | Chéquia       | 1:48.27 | q     |
| 5       | 2    | Cristian Vorovenci | Roménia       | 1:48.88 |       |
| 6       | 5    | David Bustos       | Espanha       | 1:49.08 |       |
| 7       | 1    | Mario Scapini      | Itália        | 1:49.13 |       |
| 8       | 8    | Lukas Rifesser     | Itália        | 1:49.75 |       |

Semifinal 2
| Posição | Raia | Atleta             | Nacionalidade | Tempo   | Notas |
| ------- | ---- | ------------------ | ------------- | ------- | ----- |
| 1       | 3    | Michael Rimmer     | Reino Unido   | 1:47.67 | Q     |
| 2       | 5    | Luis Alberto Marco | Espanha       | 1:47.79 | Q     |
| 3       | 4    | Adam Kszczot       | Polónia       | 1:47.84 | Q     |
| 4       | 6    | Hamid Oualich      | França        | 1:48.06 | q     |
| 5       | 2    | Anis Ananenka      | Bielorrússia  | 1:48.41 |       |
| 6       | 8    | David McCarthy     | Irlanda       | 1:49.14 |       |
| 7       | 7    | Giordano Benedetti | Itália        | 1:49.33 |       |
| 8       | 1    | Brice Etes         | Mónaco        | 1:49.52 |       |

### Final

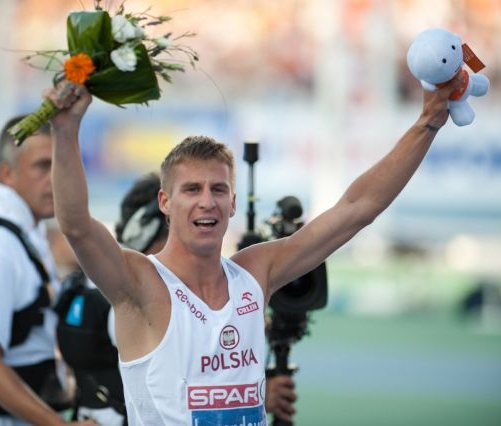
Marcin Lewandowski comemora sua primeira medalha europeia sênior.

| Posição.          | Raia | Atleta             | Nacionalidade | Tempo   | Notas |
| ----------------- | ---- | ------------------ | ------------- | ------- | ----- |
| Medalha de ouro   | 5    | Marcin Lewandowski | Polónia       | 1:47.07 |       |
| Medalha de prata  | 6    | Michael Rimmer     | Reino Unido   | 1:47.17 |       |
| Medalha de bronze | 8    | Adam Kszczot       | Polónia       | 1:47.22 |       |
| 4                 | 2    | Arnoud Okken       | Países Baixos | 1:47.31 |       |
| 5                 | 3    | Jakub Holuša       | Chéquia       | 1:47.45 |       |
| 6                 | 7    | Kevin López        | Espanha       | 1:47.82 |       |
| 7                 | 4    | Luis Alberto Marco | Espanha       | 1:48.42 |       |
| 8                 | 1    | Hamid Oualich      | França        | 1:49.77 |       |

Legenda
| Recorde mundial       | Recorde mundial (World record)               |                       | Recorde africano                      | Recorde africano (African) |                                           | Q | Classificado por posição (Qualified) |
| Recorde do campeonato | Recorde do campeonato (Championship record)  | Recorde da América    | Recorde da América (Americas)         | q                          | Classificado por melhor tempo (Qualified) |   |                                      |
| Melhor marca do ano   | Melhor marca do ano (World leading)          | Recorde asiático      | Recorde asiático (Asian)              | DNS                        | Não largou (Did not start)                |   |                                      |
| Recorde nacional      | Recorde nacional (National record)           | Recorde europeu       | Recorde europeu (European)            | DNF                        | Não terminou (Did not finish)             |   |                                      |
| Recorde pessoal       | Recorde pessoal do atleta (Personal best)    | Recorde da Oceania    | Recorde da Oceania (Oceania)          | DSQ / DQ                   | Desclassificado (Disqualified)            |   |                                      |
| Recorde da temporada  | Recorde da temporada do atleta (Season best) | Recorde sul-americano | Recorde sul-americano (South America) | NM                         | Sem marca (No mark)                       |   |                                      |